# Касаба
Касаба̀ (на турски: kasaba) е излязло от употреба в наши дни название, използвано:
- на турски език – за неголямо селище, по-голямо от село, тоест „малък град“, „градче“, „градец“;
- на арабски език – за укрепено мюсюлманско селище, градска (селищна) крепост.

## На турски език
Думата по българските земи навлиза чрез турски език и е използвана по времето на османското владичество. Турската дума „kasaba“ произхожда от арабската дума „касба“ (на арабски: قصبة; на английски: kasbah или qassabah; на френски: casbah или qasba), означаваща специфичен вид укрепено мюсюлманско селище, крепост.
В България не е съществувала ясна разлика между „град“ и „касаба“, но все пак е имало известна тенденция по-големият град да се назовава „град“, а по-малкият град – „касаба“. Това е видно от значително по-честото използване на словосъчетанието „града голяма“, отколкото „голяма касаба“. Столицата на Османската империя е назовавана със съставното име „Цариград“; старата българска столица Търновград също е наричана в народното творчество и говор с „града голяма“. В същото време множеството по-малки градове са назовавани „касаби“.
„Касаба“ е название, използвано на териториите на днешни Турция, България, Северна Македония, Сърбия. По време на османското владичество се е използвало и на територията на днешна Гърция.

## На арабски език
С чисто арабското звучене „ка̀сба“ и сходно значение се използва на Арабския полуостров, в Северна Африка, дори в Испания (поради мавърското владичество на Иберийския полуостров).
Днес в страните от Магреб под „касба“ се разбира укрепено старо селище (или стар квартал в разраснало се селище) със съхранена стара мюсюлманска архитектура. Най-известни са квартал Касба в Алжир – включен в списъка на световното културно и природно наследство на ЮНЕСКО, и квартал Касба в Казабланка.

## В българската литература
| „ | „Като чуха това християните, стекоха ся на моление от касабата и от селата...“; "...тое лято удари една чума напразно и запали ся вся епархия, и касабите, и селата..."; „А в лето 1796 нападнаха пазванските хайдути и изполниха вси села и касаби.“ – „Житие и страдания грешнаго Софрония“, Софроний Врачански „Мър хей, събрали ми са, събрали от три касаби хайдути – Кирчо ми варналийчето, Петър ми шумналийчето, Генчо ми геленджийчето.“ – „От три касаби хайдути“ – народна песен "...турска ще хазна да мине от Сливен града голяма, за Котел чутна касаба – хазната да си оберем!" – „Караджа дума Русанки“ – народна песен | “ |